# Murcia latirostris
Murcia latirostris är en kvalsterart som först beskrevs av Bayartogtok och Aoki 1998.  Murcia latirostris ingår i släktet Murcia och familjen Ceratozetidae. Inga underarter finns listade i Catalogue of Life.